# Nuages Gris
Pour les articles homonymes, voir Nuage (homonymie) et Trube.

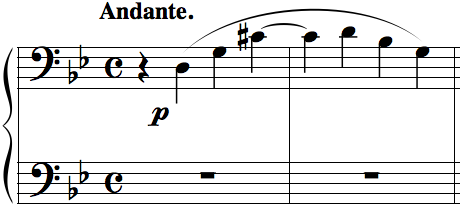
Voici une image de nuage gris

Nuages Gris S.199 (Trübe Wolken en allemand), est une pièce solo pour piano composée par Franz Liszt en 1881. Contrairement aux autres œuvres de Liszt qui sont virtuoses, cette pièce est courte et techniquement simple. L'harmonie est basée sur des triades augmentées alors que la mélodie suit un mode mineur hongrois sur sol (sol la sib do  ré mib fa  sol), caractérisé par deux secondes augmentées. L'harmonie, très différente de ses œuvres plus anciennes, donne un ton très noir et morbide à la pièce reflétant la dépression que subissait Liszt à ce moment de sa vie.
Nuages Gris est utilisé dans le dernier film de Stanley Kubrick, Eyes Wide Shut.
| Les deux premières mesures exposent la quadriade utilisée dans cette pièce                                  |
| --- |
| La lecture audio n'est pas prise en charge dans votre navigateur. Vous pouvez télécharger le fichier audio. |

## Analyse
Vladimir Jankélévitch rapproche cette pièce de Liszt des futures œuvres de Debussy et de Bartók : « ce Prélude du second cahier que Debussy, justement, intitule Brouillards. Après les Nuages blancs des Nocturnes pour orchestre, voici les « nimbus » et les Nuages gris […] « Un peu gris » : nous lisons ces mots en tête de la deuxième Burlesque de Bartók […] Le gris représente en quelque sorte la source neutre et informe de toutes les tonalités. On dirait que la musique, par jeu, feint de se perdre dans l'océan gris de la prose ».